# Volkswagendeutsche
Volkswagendeutsche – pejoratywne określenie nadawane w Polsce obywatelom polskim (pochodzącym najczęściej z Górnego Śląska i tzw. Ziem Odzyskanych), którzy w czasach PRL emigrowali z przyczyn ekonomicznych do Niemiec Zachodnich, powołując się przy tym na prawdziwe lub rzekome niemieckie korzenie. Określenie Volkswagendeutsche pojawiło się po raz pierwszy w latach 70., kiedy to na mocy zawartej w 1975 r. umowy z Niemcami dotyczącej pożyczki dewizowej, władze komunistyczne zezwoliły osobom pochodzenia niemieckiego na wyjazdy lub emigrację do RFN. Nawiązywało ono do Volkslisty z czasów II wojny światowej, oraz do samochodów marki Volkswagen stanowiących wówczas w Polsce synonim panującego w Niemczech Zachodnich dobrobytu.